# South Coffeyville
South Coffeyville és una població dels Estats Units a l'estat d'Oklahoma. Segons el cens del 2000 tenia 790 habitants.

## Demografia
Segons el cens del 2000, South Coffeyville tenia 790 habitants, 329 habitatges, i 228 famílies. La densitat de població era de 500 habitants per km².
Dels 329 habitatges en un 33,4% hi vivien nens de menys de 18 anys, en un 54,7% hi vivien parelles casades, en un 10,9% dones solteres, i en un 30,4% no eren unitats familiars. En el 28,6% dels habitatges hi vivien persones soles el 15,5% de les quals corresponia a persones de 65 anys o més que vivien soles. El nombre mitjà de persones vivint en cada habitatge era de 2,4 i el nombre mitjà de persones que vivien en cada família era de 2,9.
Per edats la població es repartia de la següent manera: un 26,6% tenia menys de 18 anys, un 7% entre 18 i 24, un 27,7% entre 25 i 44, un 21,5% de 45 a 60 i un 17,2% 65 anys o més.
L'edat mediana era de 37 anys. Per cada 100 dones de 18 o més anys hi havia 86,5 homes.
La renda mediana per habitatge era de 29.688 $ i la renda mediana per família de 37.109 $. Els homes tenien una renda mediana de 29.107 $ mentre que les dones 20.179 $. La renda per capita de la població era de 16.560 $. Entorn del 8,7% de les famílies i el 12,5% de la població estaven per davall del llindar de pobresa.

## Poblacions més properes
El següent diagrama mostra les poblacions més properes.